# Kórnica
Kórnica (deutsch Körnitz) ist eine Ortschaft in der Stadt- und Landgemeinde Krapkowice (Krappitz) im Powiat Krapkowicki der Woiwodschaft Opole in Polen.

## Geographie
Kórnica liegt sechs Kilometer südwestlich des Gemeindesitzes und Kreisstadt Krapkowice und 30 Kilometer südlich der Woiwodschaftshauptstadt Opole in der Nizina Śląska (Schlesische Tiefebene) in der Pradolina Wrocławska (Breslauer Urstromtal). Westlich des Dorfes fließt die Osobłoga (Hotzenplotz). Durch Kórnica verläuft die Droga wojewódzka 416.
Nachbarorte von Kórnica sind im Nordosten Ściborowice (Stiebendorf) und im Südwesten Nowy Dwór Prudnicki (Neuhof).

### Dorfgliederung
Die Ortschaft Kórnica setzt sich zusammen aus dem ursprünglichen Dorf Körnitz, der 1714 angelegten Dienstsiedlung Schekai (polnisch Czekaj), der 1784 von Zisterziensern aus Kasimir gegründeten friderizianischen Kolonie Reitersdorf, sowie dem 1826 gegründeten Vorwerk Agnesenhof (Agnieszczyn).

## Geschichte

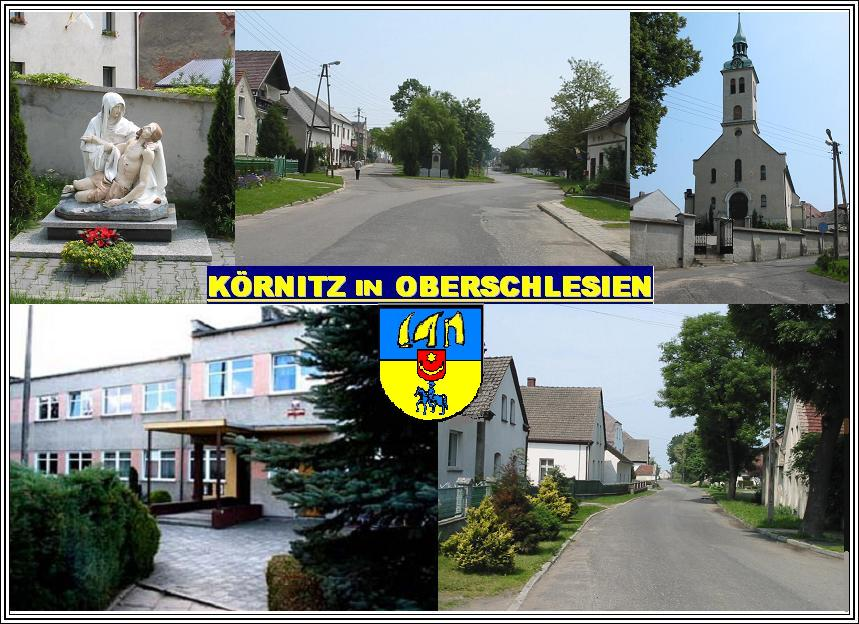
Ansichts von Körnitz

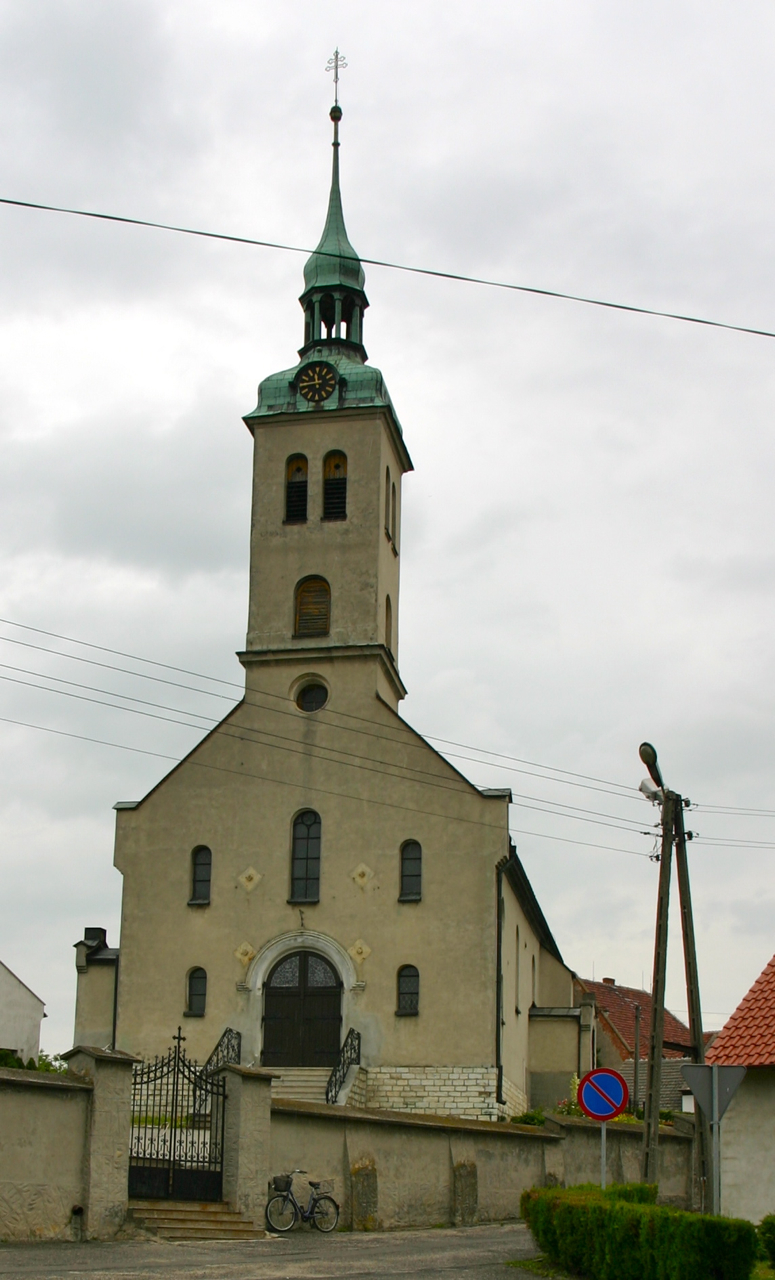
St.-Fabian-und-Sebastian-Kirche

Die erste Erwähnung von Körnitz erfolgte in einer Urkunde vom 30. Oktober 1323, in der der Erbherr Werner I. von Körnitz erwähnt wird. Werner I. von Körnitz kam mit seiner Ehefrau Dobislava, seinem Sohn Andreas, sowie weiteren deutschen Siedlern aus Duckwitz im Fürstentum Breslau, im Zuge der deutschen Kolonisation Oberschlesiens kurz zuvor nach Körnitz. Die Nachfahren des Werner I. von Körnitz (Andreas, Jaroslaw, Werner II., Janus und Heinrich) besaßen das Dorf bis 1455. In diesem Jahr belehnte der Oppelner Herzog Bolko V. Heinrich von Müllmen mit Körnitz. Später gehörte das Dorf Friedrich Schoff, aus dem Geschlecht derer von Redern (1574–1780) und den Grafen Seherr-Thoß.
Die katholische Kirche von Körnitz wurde erstmals im Jahre 1433 erwähnt. Während der Reformation wurde sie von den Protestanten genutzt. Teile der Bevölkerung des Dorfes waren noch bis ins 17. Jahrhundert evangelisch. 1710 vernichtete ein Sturm die Kirche und die Schule. Eine neue Kirche entstand erst 1794/95 als Filialkirche von Krappitz. Die Neugründung der Pfarrei Körnitz erfolgte am 10. Mai 1851.
In der von Kämpfen begleiteten oberschlesischen Volksabstimmung von 1921 sprachen sich 73 % der Einwohner von Körnitz für die weitere Zugehörigkeit Oberschlesiens zu Deutschland aus. Im Zweiten Weltkrieg, während der Besatzung durch die Rote Armee und nach der Einrichtung der polnischen Administration starben rund 100 Körnitzer.
Im Juli 1945 erlangte Körnitz Bekanntheit wegen eines Aufstands, den die einheimische Bevölkerung gegen die neue polnische Verwaltung organisierte. Ein Teil der Einwohner war zuvor von der polnischen Bürgermiliz vertrieben worden. Zurückgeblieben waren nur zweisprachige Oberschlesier, die sich neben Hochdeutsch des oberschlesischen Regionaldialekts bedienten; nach offizieller Lesart handelte es sich um polnische Landsleute, doch die Milizionäre behandelten sie als "Hitleristen". Den Berichten von Augenzeugen zufolge plünderten und beschlagnahmten einige der Milizionäre willkürlich Pferde und Vieh, auch wurde von Vergewaltigungen berichtet. Mehrere Dutzend Einheimische schlossen sich am 9. Juli 1945 zusammen, um die Milizionäre aus dem Ort zu vertreiben. Am folgenden Tag rückte berittenes Militär ein und nahm 36 der Einwohner fest, darunter Frauen und Jugendliche. Sie mussten unter strenger Bewachung nach Oberglogau marschieren, dort wurden sie auf der Polizeistation mehrere Tage festgehalten, die meisten wurden gefoltert, auch die Frauen.
Infolge des Zweiten Weltkrieges kam der Ort 1945 unter polnische Verwaltung, wurde der Woiwodschaft Schlesien angeschlossen und in Kórnica umbenannt. 1950 kam der Ort zur Woiwodschaft Opole und 1999 zum wiedergegründeten Powiat Krapkowicki.

## Bevölkerung
Bewohnt wird das Dorf hauptsächlich von einheimischer schlesisch-deutscher Bevölkerung, es leben hier aber auch einige zugezogene polnische Familien. Die Bevölkerungszahl schwankt heute etwa bei 700 Einwohnern.
| Jahr | Einwohner |
| ---- | --------- |
| 1784 | 383       |
| 1830 | 572       |
| 1845 | 667       |
| 1861 | 970¹      |
| 1913 | 1204      |
| 1925 | 1193      |
| 1933 | 1134      |
| 1939 | 1076      |

¹ 963 katholisch und 7 evangelisch

## Sehenswürdigkeiten

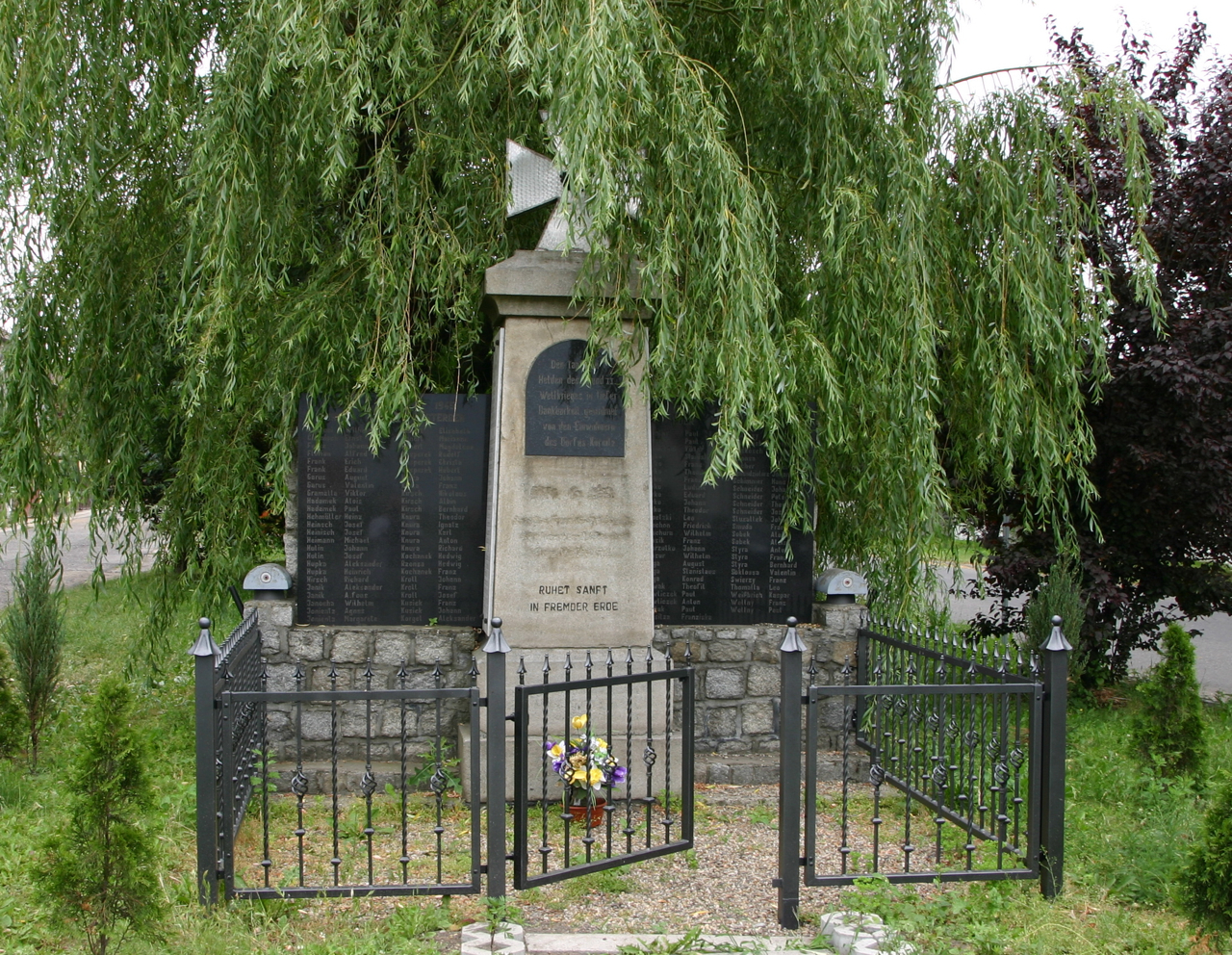
Gefallenendenkmal

- Die römisch-katholische St.-Fabian-und-Sebastian-Kirche (Kościół św. Fabiana i Sebastiana) wurde zwischen 1794 und 1795 im spätbarocken Stil errichtet.[5] Das Gotteshaus steht seit 1961 unter Denkmalschutz.[6]
- Friedhof mit erhaltenen Gräbern aus deutscher Zeit
- Denkmal für die Gefallenen beider Weltkriege
- Steinernes Wegekreuz von 1893
- Vorwerksgebäude aus dem Jahr 1795

## Vereine
- Deutscher Freundschaftskreis
- Freiwillige Feuerwehr OSP Kórnica

## Persönlichkeiten
- Anna Myszyńska (1931–2019), schlesische Schriftstellerin, Übersetzerin und Fotografin